# Pro Mazda Championship 2013
Het Pro Mazda Championship 2013 is een raceklasse in de autosport. Het is het vijftiende kampioenschap van de Formule Mazda. 

## Teams en rijders
Alle teams rijden met een gelijk chassis en met een 1.3 L Mazda RX-8-motor en met Cooper banden.
| Team                    | Nr | Rijders            | Races                                                                    |
| ----------------------- | -- | ------------------ | ------------------------------------------------------------------------ |
| Andretti Autosport      | 28 | Shelby Blackstock  | Alles                                                                    |
| Andretti Autosport      | 83 | Matthew Brabham    | Alles                                                                    |
| Garibotti Racing        | 75 | Jeff Garibotti     | Reed alleen in Austin                                                    |
| JDC Motorsports         | 9  | Juan Piedrahita    | Alles                                                                    |
| JDC Motorsports         | 16 | Lloyd Read         | Alles                                                                    |
| JDC Motorsports         | 19 | Nick Andries       | Reed alleen in Austin en St Petersburg                                   |
| JDC Motorsports         | 66 | Zack Meyer         | Alles                                                                    |
| Juncos Racing           | 2  | José Gutiérrez     | Reed alleen in Austin en Mid-Ohio                                        |
| Juncos Racing           | 3  | Julia Ballario     | Reed alleen in Mid-Ohio en Trois-Rivières                                |
| Juncos Racing           | 44 | Scott Anderson     | Alles                                                                    |
| Juncos Racing           | 57 | Diego Ferreira     | Alles                                                                    |
| M1 Racing               | 11 | Juan Camilo Acosta | Reed alleen in Austin en St Petersburg                                   |
| M1 Racing               | 23 | Walt Bowlin        | Expertklasse; Reed alleen in Toronto en Mid-Ohio                         |
| M1 Racing               | 29 | Jason Rabe         | Reed alleen in Houston                                                   |
| M1 Racing               | 37 | Jay Horak          | Expertklasse; Reed alleen in Austin, Mid-Ohio, Trois-Rivières en Houston |
| M1 Racing               | 91 | Kyle Connery       | Reed alleen in Mid-Ohio                                                  |
| PRL Motorsports         | 48 | Patrick Linn       | Reed alleen in Austin                                                    |
| Team Pelfrey            | 80 | Dalton Kellett     | Reed alleen in CTMP                                                      |
| Team Pelfrey            | 81 | Spencer Pigot      | Alles                                                                    |
| Team Pelfrey            | 82 | Petri Suvanto      | Reed alleen in Austin en St Petersburg                                   |
| Team Pelfrey            | 82 | Anders Krohn       | Reed alleen in Indianapolis en Milwaukee                                 |
| Team Pelfrey            | 82 | Nicolas Costa      | Reed alleen in Toronto, CTMP, Mid-Ohio en Houston                        |
| Team Pelfrey            | 83 | Stefan Rzadzinski  | Trois-Rivières                                                           |
| World Speed Motorsports | 6  | Michele Bumgarner  | Reed alleen in Houston                                                   |
| World Speed Motorsports | 13 | Bobby Eberle       | Expertclasse; Reed alleen in Mid-Ohio, Trois-Rivières en Houston         |
| World Speed Motorsports | 18 | Kyle Kaiser        | Alles                                                                    |
| World Speed Motorsports | 24 | Michael Whelden    | Reed alleen in Houston                                                   |

## Races
| Race | Datum       | Racenaam                          | Circuit                           | Locatie            |
| ---- | ----------- | --------------------------------- | --------------------------------- | ------------------ |
| 1    | 1 maart     | Circuit of the Americas           | Circuit of the Americas           | Austin, TX         |
| 2    | 2 maart     | Circuit of the Americas           | Circuit of the Americas           | Austin, TX         |
| 3    | 23 maart    | Grand Prix of St. Petersburg      | Stratencircuit Saint Petersburg   | St. Petersburg, FL |
| 4    | 24 maart    | Grand Prix of St. Petersburg      | Stratencircuit Saint Petersburg   | St. Petersburg, FL |
| 5    | 25 mei      | Lucas Oil Raceway at Indianapolis | Lucas Oil Raceway at Indianapolis | Clermont, IN       |
| 6    | 15 juni     | Milwaukee Mile                    | Milwaukee Mile                    | West Allis, WI     |
| 7    | 13 juli     | Streets of Toronto                | Stratencircuit Toronto            | Toronto, ON        |
| 8    | 14 juli     | Streets of Toronto                | Stratencircuit Toronto            | Toronto, ON        |
| 9    | 20 juli     | Canadian Tire Motorsport Park     | Canadian Tire Motorsport Park     | Bowmanville, ON    |
| 10   | 21 juli     | Canadian Tire Motorsport Park     | Canadian Tire Motorsport Park     | Bowmanville, ON    |
| 11   | 3 augustus  | Mid-Ohio Sports Car Course        | Mid-Ohio Sports Car Course        | Lexington, OH      |
| 12   | 4 augustus  | Mid-Ohio Sports Car Course        | Mid-Ohio Sports Car Course        | Lexington, OH      |
| 13   | 10 augustus | Grand Prix de Trois-Rivières      | Trois-Rivières (circuit)          | Trois-Rivières, QC |
| 14   | 11 augustus | Grand Prix de Trois-Rivières      | Trois-Rivières (circuit)          | Trois-Rivières, QC |
| 15   | 5 oktober   | Grand Prix of Houston             | Stratencircuit Houston            | Houston, TX        |
| 16   | 6 oktober   | Grand Prix of Houston             | Stratencircuit Houston            | Houston, TX        |

## Uitslagen
| Pos                                              | Rijder            | AUS | AUS | STP | STP | IND | MIL | TOR | TOR | MOS | MOS | MOH | MOH | TRO | TRO | HOU | HOU | Punten |
| ------------------------------------------------ | ----------------- | --- | --- | --- | --- | --- | --- | --- | --- | --- | --- | --- | --- | --- | --- | --- | --- | ------ |
| 1                                                | Matthew Brabham   | 3   | 1*  | 1*  | 1*  | 1*  | 1*  | 1*  | 1*  | 3   | 9   | 1*  | 1*  | 1*  | 1*  | 1*  | 1*  | 466    |
| 2                                                | Diego Ferreira    | 1*  | 2   | 3   | 2   | 6   | 6   | 2   | 2   | 6   | 3   | 3   | 2   | 2   | 2   | 5   | 4   | 357    |
| 3                                                | Shelby Blackstock | 9   | 3   | 2   | 3   | 3   | 7   | 6   | 7   | 2   | 1   | 2   | 4   | 6   | 11  | 4   | 6   | 297    |
| 4                                                | Spencer Pigot     | 2   | 16  | 4   | 4   | 2   | 3   | 9   | 11  | 1*  | 4*  | 4   | 5   | 5   | 5   | 2   | 5   | 297    |
| 5                                                | Scott Anderson    | 6   | 4   | 8   | 7   | 5   | 5   | 10  | 9   | 4   | 2   | 16  | 6   | 4   | 4   | 6   | 7   | 245    |
| 6                                                | Zack Meyer        | 7   | 7   | 7   | 6   | 8   | 8   | 11  | 4   | 7   | 5   | 13  | 7   | 11  | 6   | 10  | 13  | 209    |
| 7                                                | Kyle Kaiser       | 8   | 6   | 5   | 10  | 7   | 10  | 5   | 5   | 8   | 6   | 6   | 8   | 10  | 13  | 8   | 8   | 209    |
| 8                                                | Lloyd Read        | 11  | 9   | 9   | 9   | 9   | 9   | 4   | 10  | 9   | 7   | 7   | 9   | 7   | 10  | 7   | 14  | 198    |
| 9                                                | Juan Piedrahita   | 16  | 15  | 6   | 12  | 10  | 2   | 7   | 3   | 11  | DNS | 5   | 16  | 3   | 3   | 13  | 3   | 182    |
| 10                                               | Petri Suvanto     | 5   | 5   | 11  | 8   |     |     |     |     |     |     |     |     |     |     |     |     | 57     |
| 11                                               | Jay Horak         | 141 | 131 |     |     |     |     |     |     |     |     | 14  | 14  | 13  | 9   | 12  | 10  | 54     |
| 12                                               | Bobby Eberle      |     |     |     |     |     |     |     |     |     |     | 11  | 13  | 12  | 8   | DNS | 12  | 49     |
| 13                                               | Juan Acosta       | 4   | 14  | 10  | 11  |     |     |     |     |     |     |     |     |     |     |     |     | 45     |
| 14                                               | Nick Andries      | 15  | 8   | 12  | 5   |     |     |     |     |     |     |     |     |     |     |     |     | 40     |
| Expertklasse                                     |                   |     |     |     |     |     |     |     |     |     |     |     |     |     |     |     |     |        |
| 1                                                | Jay Horak         | 141 | 131 |     |     |     |     |     |     |     |     | 14  | 14  | 13  | 9   | 12  | 10  | 110    |
| 2                                                | Bobby Eberle      |     |     |     |     |     |     |     |     |     |     | 11  | 13  | 12  | 8   | DNS | 12  | 102    |
| Rijders die niet in aanmerking komen voor punten |                   |     |     |     |     |     |     |     |     |     |     |     |     |     |     |     |     |        |
|                                                  | Nicolas Costa     |     |     |     |     |     |     | 3   | 6   | 5   | 10  | 15  | 3   |     |     | 3   | 2   |        |
|                                                  | Anders Krohn      |     |     |     |     | 4   | 4   |     |     |     |     |     |     |     |     |     |     |        |
|                                                  | Julia Ballario    |     |     |     |     |     |     |     |     |     |     | 9   | 11  | 9   | 7   |     |     |        |
|                                                  | Walt Bowlin       |     |     |     |     |     |     | 8   | 8   |     |     | 12  | 12  |     |     |     |     |        |
|                                                  | Dalton Kellett    |     |     |     |     |     |     |     |     | 10  | 8   |     |     |     |     |     |     |        |
|                                                  | Stefan Rzadzinski |     |     |     |     |     |     |     |     |     |     |     |     | 8   | 12  |     |     |        |
|                                                  | Kyle Connery      |     |     |     |     |     |     |     |     |     |     | 8   | 15  |     |     |     |     |        |
|                                                  | Michele Bumgarner |     |     |     |     |     |     |     |     |     |     |     |     |     |     | 14  | 9   |        |
|                                                  | Michael Whelden   |     |     |     |     |     |     |     |     |     |     |     |     |     |     | 9   | 15  |        |
|                                                  | José Gutiérrez    | 10  | 10  |     |     |     |     |     |     |     |     | 10  | 10  |     |     |     |     |        |
|                                                  | Jason Rabe        |     |     |     |     |     |     |     |     |     |     |     |     |     |     | 11  | 11  |        |
|                                                  | Patrick Linn      | 13  | 11  |     |     |     |     |     |     |     |     |     |     |     |     |     |     |        |
|                                                  | Jeff Garibotti    | 12  | 12  |     |     |     |     |     |     |     |     |     |     |     |     |     |     |        |
| Pos                                              | Rijder            | AUS | AUS | STP | STP | IND | MIL | TOR | TOR | MOS | MOS | MOH | MOH | TRO | TRO | HOU | HOU | Punten |

| Kleur       | Resultaat                       |
| ----------- | ------------------------------- |
| Goud        | Winnaar                         |
| Zilver      | 2de plaats                      |
| Brons       | 3de plaats                      |
| Groen       | 4de en 5de plaats               |
| Lichtblauw  | 6de–10de plaats                 |
| Donkerblauw | Gefinisht (buiten de Top 10)    |
| Paars       | Niet gefinisht                  |
| Rood        | Niet gekwalificeerd (DNQ)       |
| Bruin       | Teruggetrokken (Wth)            |
| Zwart       | Gediskwalificeerd (DSQ)         |
| Wit         | Niet Gestart (DNS)              |
| Blank       | Nam geen deel aan de race (DNP) |
| Blank       | Niet geracet                    |

| Toegevoegde info |                                       |
| vet              | Pole positie (1 punt)                 |
| cursief          | Snelste ronde (1 punt)                |
| *                | Meeste ronden aan de leiding (1 punt) |

| Kleur       | Resultaat                       |
| ----------- | ------------------------------- |
| Goud        | Winnaar                         |
| Zilver      | 2de plaats                      |
| Brons       | 3de plaats                      |
| Groen       | 4de en 5de plaats               |
| Lichtblauw  | 6de–10de plaats                 |
| Donkerblauw | Gefinisht (buiten de Top 10)    |
| Paars       | Niet gefinisht                  |
| Rood        | Niet gekwalificeerd (DNQ)       |
| Bruin       | Teruggetrokken (Wth)            |
| Zwart       | Gediskwalificeerd (DSQ)         |
| Wit         | Niet Gestart (DNS)              |
| Blank       | Nam geen deel aan de race (DNP) |
| Blank       | Niet geracet                    |

| Toegevoegde info |                                       |
| vet              | Pole positie (1 punt)                 |
| cursief          | Snelste ronde (1 punt)                |
| *                | Meeste ronden aan de leiding (1 punt) |

- Coureurs moeten ten minste 50% van de raceafstand afgelegd hebben voor volledige punten, anders wordt 1 punt uitgereikt.
- 1 Jay Horak kwam niet in aanmerking voor punten tijdens het eerste raceweekend.

| Positie | 1  | 2  | 3  | 4  | 5  | 6  | 7  | 8  | 9  | 10 | 11 | 12 | 13 | 14 | 15 | 16 | 17 | 18 | 19 | 20 |
| ------- | -- | -- | -- | -- | -- | -- | -- | -- | -- | -- | -- | -- | -- | -- | -- | -- | -- | -- | -- | -- |
| Punten  | 29 | 25 | 22 | 19 | 17 | 15 | 14 | 13 | 12 | 11 | 10 | 9  | 8  | 7  | 6  | 5  | 4  | 3  | 2  | 1  |

### Teams
| Pos | Team               | Punten |
| --- | ------------------ | ------ |
| 1   | Andretti Autosport | 513    |
| 2   | Juncos Racing      | 377    |
| 3   | Team Pelfrey       | 332    |
| 4   | JDC Motorsports    | 263    |
| 5   | M1 Racing          | 62     |

1991 · 1992 · 1993 · 1994 · 1995 · 1996 · 1997 · 1998 · 1999 · 2000 · 2001 · 2002 · 2003 · 2004 · 2005 · 2006 · 2007 · 2008 · 2009 · 2010 · 2011 · 2012 · 2013 · 2014 · 2015 · 2016 · 2017 · 2018 · 2019 · 2020 · 2021 · 2022 · 2023 · 2024 · 2025